# العلاقات الفنلندية الليبية
العلاقات الفنلندية الليبية هي العلاقات الثنائية التي تجمع بين فنلندا وليبيا.

## مقارنة بين البلدين
هذه مقارنة عامة ومرجعية للدولتين:
| وجه المقارنة                                              | فنلندا                                                                               | ليبيا                                       |
| --------------------------------------------------------- | ------------------------------------------------------------------------------------ | ------------------------------------------- |
| المساحة (كم2)                                             | 338.42 ألف                                                                           | 1.76 مليون                                  |
| عدد السكان (نسمة)                                         | 5.52 مليون                                                                           | 6.37 مليون                                  |
| الكثافة السكانية (ن./كم²)                                 | 16.31                                                                                | 3.62                                        |
| العاصمة                                                   | هلسنكي                                                                               | طرابلس                                      |
| اللغة الرسمية                                             | اللغة الفنلندية، اللغة السويدية                                                      | اللغة العربية، اللغة العربية الفصحى الحديثة |
| العملة                                                    | يورو، ماركا فنلندية                                                                  | دينار ليبي                                  |
| الناتج المحلي الإجمالي (بليون دولار)                      | 251.88 مليار                                                                         | 50.98 مليار                                 |
| الناتج المحلي الإجمالي (تعادل القوة الشرائية) بليون دولار | 231.84 مليار                                                                         | 69.32 مليار                                 |
| الناتج المحلي الإجمالي الاسمي للفرد دولار أمريكي          | 42.31 ألف                                                                            |                                             |
| الناتج المحلي الإجمالي للفرد دولار أمريكي                 | 40.68 ألف                                                                            | 15.60 ألف                                   |
| مؤشر التنمية البشرية                                      | 0.883                                                                                | 0.724                                       |
| رمز المكالمات الدولي                                      | +358                                                                                 | +218                                        |
| رمز الإنترنت                                              | .fi                                                                                  | .ly                                         |
| المنطقة الزمنية                                           | ت ع م+02:00، ت ع م+03:00، أوروبا/هلسنكي ‏، توقيت شرق أوروبا، توقيت شرق أوروبا الصيفي ‏ | ت ع م+02:00، توقيت شرق أوروبا               |

## منظمات دولية مشتركة
يشترك البلدان في عضوية مجموعة من المنظمات الدولية، منها:
| علم المنظمة | اسم المنظمة                        | تاريخ انضمام فنلندا | تاريخ انضمام ليبيا |
| ----------- | ---------------------------------- | ------------------- | ------------------ |
|             | مؤسسة التنمية الدولية              | 29 ديسمبر 1960      | 1 أغسطس 1961       |
|             | يونسكو                             | 10 أكتوبر 1956      | 27 يونيو 1953      |
|             | وكالة ضمان الاستثمار متعدد الأطراف | 28 ديسمبر 1988      | 5 أبريل 1993       |
|             | الأمم المتحدة                      | 14 ديسمبر 1955      | 14 ديسمبر 1955     |
|             | الاتحاد البريدي العالمي            | ?                   | ?                  |
|             | البنك الدولي للإنشاء والتعمير      | 14 يناير 1948       | 17 سبتمبر 1958     |
|             | الاتحاد الدولي للاتصالات           | 1 سبتمبر 1920       | 3 فبراير 1953      |
|             | منظمة حظر الأسلحة الكيميائية       | ?                   | ?                  |
|             | مؤسسة التمويل الدولية              | 20 يوليو 1956       | 18 سبتمبر 1958     |
|             | منظمة الشرطة الجنائية الدولية      | ?                   | ?                  |
|             | البنك الإفريقي للتنمية             | ?                   | ?                  |

## وصلات خارجية
- موقع وزارة الخارجية الفنلندية
- موقع وزارة الخارجية الليبية